# Sergiu Malagamba
Sergiu Malagamba, cunoscut și sub numele Serghei Malagamba (n. 6 februarie 1913, Chișinău – d. 15 aprilie 1978, București) a fost un compozitor, aranjor muzical, dirijor și baterist român de origine italiană după tată și armeană după mamă.

## Studii
Malagamba a studiat muzica la Conservatorul „Unirea” din Chișinău între anii 1931-1933. După o perioadă de întrerupere, a continuat studiile superioare muzicale în 1950 la Conservatorul din București (în cadrul unor cursuri inițiate de Uniunea Compozitorilor). Aici a studiat o perioadă violoncelul, dar s-a simțit mai ales atras de baterie, instrument la care a excelat, remarcându-se printr-o tehnică de virtuoz.

## Activitate

#### Ca baterist
Malagamba a debutat ca baterist pe scena muzicală bucureșteană în anul 1937, participând în diferite formații de muzică de dans. În 1940 a dirijat primul său concert de muzică ușoară. Înainte de a se consacra compoziției și baghetei dirijorale, a fost considerat cel mai bun baterist din România, faima lui depășind hotarele. Există păreri care susțin că Malagamba ar fi fost printre pionierii jazz-ului românesc.

### După război, ca dirijor și compozitor
Malagamba s-a concentrat după război și asupra altor activități (compoziție, dirijat, aranjament muzical), fără însă a abandona bateria. În anii șaizeci, a instruit noi toboșari, viitori exponenți ai muzicii rock (între ei, bateristul Ștefan Mihăescu de la formația Sideral).
Între anii 1949-1954, a condus un număr de concerte de muzică ușoară la Sala Dalles. Din 1959, a participat ca dirijor al Teatrului satiric-muzical „Constantin Tănase”, cu care a condus un turneu de succes la Paris în 1965, pe muzica „Baletului tobelor”, compoziție proprie cu coregrafie. Alte turnee ale lui Malagamba s-au desfășurat în Polonia (1960, 1962 și 1965), Uniunea Sovietică (1957, 1965) și Italia (1966). A fost numit membru al Uniunii Compozitorilor și Muzicologilor în anul 1947.

## Moda „Malagamba “
La începutul anilor patruzeci a fost lansată o modă vestimentară excentrică, numită chiar „Malagamba”. Originile ei sunt incerte; în vreme ce unele păreri spun că a fost importată din Italia, mulți alții (între care Johnny Răducanu și Temistocle Popa) susțin că Sergiu Malagamba ar fi lansat-o, ținând cont de modul neobișnuit de a se îmbrăca al artistului. În vremea regimului Ion Antonescu, moda a fost reprimată de către autorități și catalogată drept indecentă; urmând zvonurile asupra paternității ei, artistul Malagamba a fost arestat și internat în lagărul de la Târgu-Jiu pentru scurt timp. La instalarea regimului socialist, Malagamba a fost apreciat pentru poziția sa de „antifascist”.
„(Sergiu - n.n.) Malagamba avea, pe lângă faima unui strălucit muzicant, și o înfățișare deosebită, cu trupul său subțirel, nervos, cu chipul smolit și mustăcioara à la d'Artagnan... Magazinele bucureștene se și apucaseră să-i lanseze moda: guler à la Malagamba, croială à la Malagamba, pantofi à la Malagamba (înguști și cu tocuri înalte), sacouri à la Malagamba, cu revere mici... Școlile de dans începuseră și ele să-și facă reclamă cu anunțul: «Predăm dansul Malagamba!». Iată-ne pe noi, cei de la malul Dâmboviței, câștigându-ne o celebritate pe care alții n-au avut-o. Fiindcă n-a existat niciodată un «dans Ginger Rogers», nici măcar un «dans Fred Astaire». Însă «dansul Malagamba» a fost și s-a dansat cu frenezie.”—Temistocle Popa - „Trecea fanfara militară”
„Se purta părul creț cu cărare pe mijloc, iar cele două bucle musai erau vâlvoi, deci neglijent. Tăietura de la spate trebuia să fie o linie perfect dreaptă, neapărat realizată cu „tehnica” de Gică Vapor. Pantalonii cu patru pense, ascuțiți la gleznă și cu manșetă erau purtați obligatoriu în așa fel încât să se vadă ciorapii din lână fină, vărgați sau în culori tari, galben cu maro, maro cu roșu. Pantofii erau din antilopă, trebuia să scârțâie când mergeai și să aibă talpa foarte groasă. Sacoul era în carouri mari, iar pălăria trebuia să aibă boruri late și panglica foarte îngustă. Cămașa era obligatoriu „uni”, cravata cu nodul mic-mic, lungă până peste curea.”— - Jonny Raducanu -Tara Lui Johnny

## Sergiu Malagamba în cultura de masă

### În folclor

#### Folclorul copiilor
Popularitatea artistului, dar și numele neobișnuit (de origine italiană) și rezonant au determinat, între altele, preluarea lui într-o poezioară scandată din folclorul copiilor (mai ales de la oraș):
„Sergiu Malagamba
Noaptea stinge lampa.”

#### Joc la nunți
Un dans denumit tot „Malagamba” a fost localizat în satul Cizer (județul Sălaj). Nu se poate decât presupune o legătură cu dansul inventat la București despre care amintește compozitorul Temistocle Popa; singura mărturie este cea a numelui, suficient de „exotic” pentru spațiul românesc, mai ales în mediul rural. Dansul din Cizer se juca la nunți în deceniile 1950 și 1960, astfel: 20-30 de femei formau un cerc mare, băteau tactul din palme și săreau pe rând, strigând:
„Malagamba când juca,
Pita n-o ști frământa;
Da-n cuptor cum ó-a pune,
De n-o a lega c-o funie?
Da' di-acolo cum o-à scoate –
Cu-n căruț cu patru roate.”—cules de la Aurica Ioanii Dumii, n. 1939 în Cizer - iulie 2007

## Compoziții
- Azi e mai frumos ca ieri (versuri: Aurel Felea)

- De ziua ta (versuri: George Mihalache)
- În așteptarea ta (versuri: Aurel Felea)
- Îți mulțumesc, dragul meu (versuri: Mircea Block)
- Noapte bună, vioară (versuri: Aurel Felea)
- Perechea mea ești tu (versuri: Constantin Cârjan)
- Cu tine nu pot sa ma cert (text Mircea Block, interpretă Margareta Pâslaru)

## Premii și distincții
- Ordinul Muncii, clasa a III-a (1963)[4]
- Mențiune la Concursul național de muzică ușoară, Mamaia (1969)

#### Cărți
- Ionescu, Doru (2005). Timpul chitarelor electrice. Jurnal de călătorie în arhiva TVR, vol. 1, Editura Humanitas Educațional, București. ISBN 973-689-064-3

#### Articole
- Toboșarul Malagamba[nefuncțională]
, 10 aprilie 2005, Loreta Popa, Jurnalul Național
- Intre vis si cosmar[nefuncțională]
, 3 iulie 2006, Dana Andronie, Jurnalul Național
- Personajele Bucureștiului postbelic, 23 septembrie 2006, ZIUA